# Gigue
Die Gigue (französisch [ʒiːɡ], italienisch Giga [d͡ʒiːɡa], englisch Jig [d͡ʒɪɡ], Gigge oder Gique, spanisch Jiga) ist ein lebhafter, heiterer Tanz aus dem 17. und 18. Jahrhundert, der gewöhnlich zweiteilig ist. Ursprünglich stand sie im 3/4 oder 6/4-Takt, ab der zweiten Hälfte des 17. Jahrhunderts auch in 3/8, 6/8 oder 12/8. Die Gigue verbreitete sich von den Britischen Inseln aus, wo es bereits im 15. Jahrhundert Melodien und Tänze gab, die als Jig bezeichnet wurden. Sie gehörte zu den vier Grundtänzen der Suite, zusammen mit Allemande, Courante und Sarabande. Im Hoch- und Spätbarock wurde vor allem zwischen der französischen Gigue und der italienischen Giga unterschieden.
Laut Rousseau war sie 1768 sowohl in Italien als auch in Frankreich „völlig aus der Mode“ (Dictionnaire de musique, Paris 1768).

## Namensherkunft
Die mittelalterliche italienische Giga und französische Gigue war ein Streichinstrument (mittelhochdeutsch gîge, Geige). Andererseits wird das Wort vom altfranzösischen giguer – herumtollen – abgeleitet und rückt somit in die Nähe der im 16. Jahrhundert in England als Jig bezeichneten, in Versform gekleideten Possen.

## Nationale Ausprägungen

### England
In der englischen Literatur des 16. Jahrhunderts finden sich Hinweise zur Jig, die auf einen pantomimischen Tanz mit schnellen Schritten hindeuten. Ferner gab es im England der elisabethanischen Epoche eine Form der improvisierten Posse, die als Jigg bezeichnet wurde, und außer komischen Fechtszenen und Clownerien aller Art auch gesungene und getanzte Jigs enthielt, zu deren Musik und Tanz wenig bekannt ist. Es ist jedoch bekannt, dass dabei Verse zu populären Melodien und grotesken Tänzen gesungen wurden, die uns teilweise überliefert sind. Der erste berühmte Clown dieser Bühnen-Jiggs war William Kempe.
In der englischen Instrumentalmusik des frühen 17. Jahrhunderts finden sich mit Gigg(e) oder Jig überschriebene Tänze und Variationssätze beispielsweise in Sammlungen wie dem Fitzwilliam Virginal Book, William Byrds My Ladye Nevells Booke, oder in Anthony Holbornes The Cittharn Schoole. Diese Tänze weisen ganz unterschiedliche Merkmale und Taktarten auf. Drei bis vier Gigges im Fitzwilliam Virginal Book entsprechen bereits dem später weitverbreiteten barocken Typus; sie stehen im schnellen 6/4-Takt mit häufigen Punktierungen und sind zweiteilig (z. T. mit verzierten Reprisen). Zwei dieser Stücke sind von John Bull (darunter das berühmte Doctor Bull’s my selfe in 12/4, siehe Abb.), eins von William Byrd, und ein anonymes Watkins Ale direkt vor Byrds Gigg. Ähnliche Tänze gibt es auch in John Dowlands Manuskripten, z. B. Mrs Vauxes Gigge oder Mistris Winters Jumpe – sehr fröhliche Stücke, die formal und auf dem Papier einer Courante oder Volta ähneln, und sich von diesen Tänzen wohl vor allem durch einen typisch englisch-populären Tonfall absetzen. Ein weiterer Unterschied dieser Gigges vor allem zur Corant lag sehr wahrscheinlich in einem noch schnelleren, ausgelassenen Tempo. Von Giles Farnaby (A Gigge) und seinem Sohn Richard Farnaby (Nobody’s Gigge) überliefert das Fitzwilliam Virginal Book zwei virtuose Variationswerke im geradtaktigen, aber nicht sehr schnellen Allabreve-Takt – diese vermutlich populären Melodien haben scheinbar nichts mit den oben beschriebenen Tänzen im 6/4 zu tun. Es gab englische Jigs in den Taktarten 2/4, 2/2, 6/4, 6/8, 3/8, 9/8, 9/4.
Diese frühen Formen des Jig in England galten als vulgär. In Shakespeares Komödie Much Ado About Nothing findet sich das Zitat: „Wooing is hot and hasty like a Scottish jigge.“ Thomas Morley schloss sie 1597 aus seiner Aufstellung der wichtigsten Tanzformen aus; Thomas Mace schloss sich 80 Jahre später dieser Auffassung an. In Streichersuiten jener Zeit stehen Jigs nach ernsthafteren Sätzen. In der zweiten Hälfte des 17. Jahrhunderts erschienen Jigs, die zum Tanz bestimmt waren, in verschiedenen Tanz- und Tastenmusiksammlungen, wie z. B. in Matthew Lockes Melothesia (1673).
Bei Henry Purcell finden sich Jigs in seiner Theatermusik und seiner Musik für Tasteninstrumente, aber nur zwei von seinen acht erhaltenen Cembalosuiten haben eine, und das nur in jeweils einer einzigen von mehreren Quellen. Die Jigs von Purcell und seinen Zeitgenossen ähneln grundsätzlich den frühen Beispielen von Byrd und Bull (siehe oben): Sie stehen normalerweise im 6/4- oder 6/8-Takt, häufig mit Punktierungen und pflegen einen ausgesprochen englischen Tonfall, selbst in Fällen, wo die französische Sitte von kontrapunktischen Imitationen übernommen wird, wie z. B. in der Jig aus Purcells Semi-Opera The Fairy Queen (1692). Manche Stücke verwenden auch den sogenannten Scotch Snab, eine Umkehrung des typischen punktierten Rhythmus mit der kurzen Sechzehntelnote nicht nach, sondern vor der punktierten Achtel. Ein besonderes Kunststück ist die Jig von Purcells The Gordian Knot Untied (1691?), wo der Bass die damals berühmte Melodie Liliburlero spielt.
Im frühen 18. Jahrhundert hatte der Jig seine fragwürdige Reputation abgelegt. 1711 publizierte Edward Pemberton eine Sammlung von Tänzen für junge Damen höheren Standes. Sie enthielt vier Jig-Choreographien. Die Musik steht im 6/4-Takt und ähnelt im Rhythmus den Jigs von Purcell.

### Frankreich
Der Lautenist Jacques Gaultier, der von 1619 bis 1648 am englischen Hof musizierte, soll die Gigue um die Mitte des 17. Jahrhunderts nach Frankreich gebracht haben. In stilisierter Form verbreitete sie sich rasch, erreichte jedoch nie die Beliebtheit der Courante: Charakteristisch für die französische Gigue sind punktierte Rhythmen im 3/4 und 6/4-Takt, ausschweifende, unregelmäßig lange Phrasen, und häufig – aber nicht immer (!) – Imitationen im Sinne einer Fuge. Manche Gigues besitzen einen sogenannten Sautillant-Auftakt. Antoine Furetière beschreibt sie 1690 als "fröhlich und aufgeweckt" ("...gaye et éveilée...").
Frühe französische Gigues zeichnen sich oft durch eine große kontrapunktische und rhythmische Komplexität aus, nicht selten changiert das Metrum zwischen 6/4 und 3/2, beinahe wie in der französischen Courante. Solche Kompositionen findet man bei den Clavecinisten Jacques Champion de Chambonnières, Louis Couperin, Nicolas Lebègue und Jean-Henri d’Anglebert. Louis Couperin fügte in einige seiner Préludes non mésuré Fugen im Stil der Gigue ein. In der französischen Cembalomusik wurde auch oft ausgiebiger Gebrauch des style brisé oder luthé gemacht, d. h. von einem durchbrochenen lautenhaften Satz mit Akkordbrechungen und lang liegenden Noten – der größte Meister dieses Stils war d'Anglebert, der solche Giguen auch im 12/8 Takt kreierte. Gelegentlich wurden Gigues in einem zweihebigen Metrum geschrieben; solche Stücke nannte man auch allemande giguée oder allemande en gigue (siehe unten: Zweihebige Gigues).
Ab den 1680er oder -90er Jahren wurden die Gigues vor allem rhythmisch etwas einfacher, charakteristisch blieben jedoch punktierte Rhythmen im 6/4-Takt (oder seltener 6/8), und manchmal kontrapunktische Imitationen. In der Orchester- und Bühnenmusik waren die Tänze oft weniger kontrapunktisch, dafür trat hier ein Giguen-Typus auf, der von einem durchgehenden punktierten Dreierrhythmus geprägt ist, und tendenziell etwas Gespanntes oder Zwanghaftes hat. Johann Mattheson nannte das „...einen hitzigen und flüchtigen Eifer, einen Zorn der bald vergehet...“. Als Tempo für die französische Gigue wurden 100 bis 120 Metronom-Schläge einer punktierten Viertel- oder halben Note angegeben. Beispiele gibt es von Jean-Baptiste Lully, André Campra, Pascal Collasse und Jean-Philippe Rameau und auch von englischen oder deutschen Komponisten (u. a. Bach).
Es gab auch Gigues in Rondo-Form, z. B. in den Pièces de clavecin von Lebègue (1677, Gigue d'Angleterre in G) oder von Rameau (1724, siehe unten).
Im Zuge der Begeisterung für Corelli und die italienische Musik – sowie für die italienische Komödie –, und der daraufhin einsetzenden Bewegung eines vermischten Stils (Les Gouts réunis), fand um ca. 1700 auch die italienische Giga (siehe unten) Eingang in die französische Musik, wurde aber immer französisch als „Gigue“ bezeichnet. Beispiele finden sich u. a. in den Pièces de Clavecin von Louis-Nicolas Clérambault (1703, Suite c-moll), Elisabeth Jacquet de la Guerre (1707, Suite d-moll, 2e Gigue), François Couperin (1713, La Milordine), Rameau (1724, Gigue I & II en rondeau).

### Italien
Auch die italienische Giga stammt möglicherweise von der englischen Jig ab; die Übernahme konnte jedoch nicht im Einzelnen erklärt werden. Sie war ursprünglich laut Mattheson: "...nicht zum Tantzen, sondern zum Geigen (wovon auch ihre Benennung herrühren mag)...". Als frühestes bekanntes Beispiel gilt der dritte Satz von Giovanni Battista Vitalis Opus 4 von 1668. Später findet sie sich häufig in Sonaten und Concerti da camera von Arcangelo Corelli, Bernardo Pasquini, Francesco Antonio Bonporti, Antonio Vivaldi u. a. Sie hatte auch einen großen internationalen Erfolg, besonders in Deutschland, und sogar in Frankreich, und wurde dort natürlich auch auf anderen Instrumenten gespielt. Die italienische Giga läuft normalerweise im 6/8 oder 12/8-Takt in regelmäßig fließenden, triolischen Achteln. Daher wirkt sie nicht nur fröhlich und ausgelassen, sondern auch freier und lockerer als die französische. Die Betonung liegt auf einer konzertierenden Virtuosität, häufig auch in Form von gebrochenen Dreiklängen. Auch die italienische Giga kann in imitativer Form auftreten. Es gibt außerdem italienische Konzertsätze, die stilistisch wie eine Giga klingen, die aber nicht die typische zweiteilige Form eines Tanzes haben.

### Deutschland
Sowohl die französische Gigue als auch die italienische Giga fanden Aufnahme in die deutsche Instrumentalmusik der Barockzeit. Vielleicht der Erste und auf jeden Fall einer der wichtigsten und einflussreichsten deutschen Musiker, der viele Giguen komponierte, war der Tastenvirtuose Johann Jakob Froberger. Er hatte anscheinend eine gewisse Vorliebe für geradtaktige, imitative Gigues von einem etwas 'zackigen' Charakter (z. B. im Libro IV, 1649; siehe unten Die zweihebige Gigue); er verwendete jedoch auch regelmäßig den französischen Giguen-Typus in seiner Musik.
Ansonsten lässt sich feststellen, dass deutsche Komponisten mit großer Freiheit den Giguentypus wählten, der ihnen je nach 'Situation' oder Laune am meisten zusagte, und sich meistens auch keineswegs auf einen Typus festlegten. In der Nomenklatur wurden jedoch fast alle Stücke französisch als "Gigue" benannt – manchmal auch in fälschlicher Orthographie "Gique", "Chique", und selbst "Guigue" –, vermutlich weil die französische Sprache und Lebensart nicht nur an deutschen Höfen, sondern ganz allgemein im Barock das große Vorbild war.
Typisch für das Gesagte ist z. B. Dieterich Buxtehude, der in seinen Cembalosuiten eine Vorliebe für fugierte virtuose "Giguen" im italienischen Stil hegt, allerdings oft durchsetzt mit Passagen in einem französisch wirkenden durchbrochenen Lautenstil. Eindeutig italienisch sind auch die Giguen von Philipp Heinrich Erlebach in seinen Sei Sonate à Violino & Viola da gamba col suo B.c. (Nürnberg, 1694).
Von vielen Komponisten kennt man sowohl französische, als italienische, und auch geradtaktige Giguen, wie z. B. in der Cembalomusik von Georg Böhm, Johann Krieger und Johann Kuhnau, oder in den Streicherpartiten der Mensa sonora (1680) von Heinrich Ignaz Franz Biber, der im "Pars V" in E sogar eine französische und eine italienische "Gigue" bringt, getrennt nur durch eine Gavotte. Selbst sogenannte Lullisten schrieben trotz Bevorzugung des französischen Stils und Typus gelegentlich italienische Giguen, z. B. Johann Kaspar Ferdinand Fischer in seinen Cembalosuiten "Clio" und "Melpomene" (Musicalischer Parnassus, 1738). Das Gleiche gilt auch für die Ensemble- und Orchestersuiten von Georg Muffat, Johann Joseph Fux, Philipp Heinrich Erlebach, und für ihre berühmten jüngeren Kollegen Georg Philipp Telemann, Christoph Graupner u. a.
Viele Cembalo-Suiten von Georg Friedrich Händel enden mit einer virtuosen "Gigue" im italienischen Stil, meist in 6/8 oder 12/8, in einem Fall sogar in einem rauschenden 24/16-Takt. Manche Stücke sind eindeutig fugiert, andere 'nur' ein kontrapunktisch schön gearbeiteter Konzertsatz mit Imitationen zwischen den Stimmen. Seltener und insbesondere in Balletteinlagen seiner Bühnenwerke, finden sich auch Gigues des französischen Typus, beispielsweise in Terpsichore von 1734.
Johann Sebastian Bach steht vollkommen in der beschriebenen typisch deutschen Tradition, es finden sich alle drei genannten Gigue-Typen. Den französischen Typus verwendete er z. B. in der Französischen Ouverture, oder in den Goldbergvariationen als Variation 7 mit der Bezeichnung: al tempo di giga (sic!). Er hatte jedoch vor allem in seinen Cembalosuiten und -Partiten eine Vorliebe für die virtuose italienische "Gigue", die er in meisterhafter Weise kontrapunktisch und imitatorisch setzt, oft mit thematischen Bezügen zwischen dem ersten und dem zweiten Teil, wie vor allem Umkehrungen des Themas. Schon Johann Nikolaus Forkel nannte die Giguen der Englischen Suiten Nr. 5 und 6 "... höchste Meisterstücke origineller Melodie und Harmonie ...". Als Vorbilder könnten ihm Sätze von Buxtehude oder von Händel gedient haben, dessen berühmte Suiten von 1720 er gekannt haben muss, und den er sehr bewunderte (siehe außerdem unten den Abschnitt: Zweihebige Gigues) .

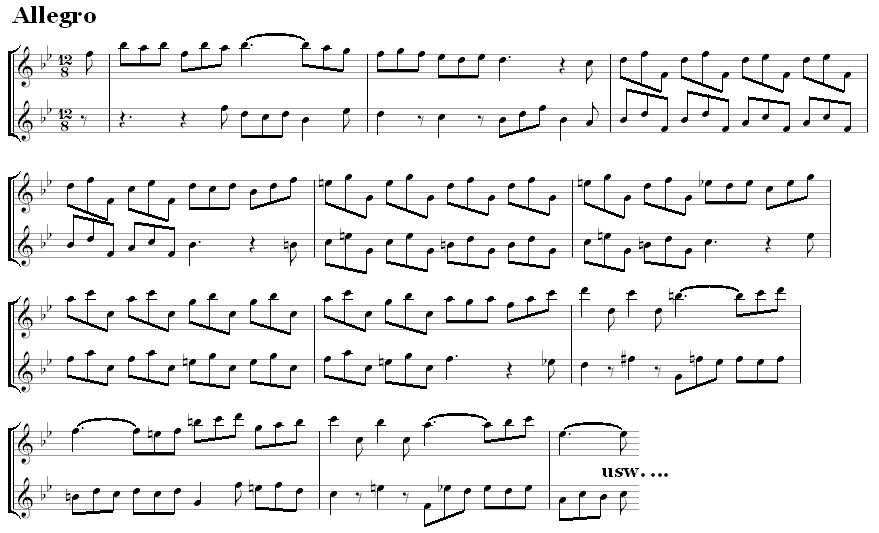
Aus einem Duett von Georg Philipp Telemann

Auch von Georg Philipp Telemann gibt es zahlreiche Beispiele im französischen und im italienischen Stil, häufig mit der Satzbezeichnung Allegro oder Allegro assai statt Gigue. Eine seiner bekanntesten (italienischen) Gigues ist der 9. Satz seiner Festouvertüre Hamburger Ebb’ und Fluth, wo er auf meisterhafte Weise und mit Hilfe von Orchester-Crescendo und Decrescendo die Wellenbewegung des Wassers und das An- und Abfluten des Meeres bei Ebbe und Flut malt.

„Die gewöhnlichen oder Engländischen Giquen haben zu ihrem eigentlichen Abzeichen einen hitzigen und flüchtigen Eifer, einen Zorn, der bald vergehet. ... Die welschen Gige endlich, welche nicht zum Tantzen, sondern zum Geigen (wovon auch ihre Benennung herrühren mag) gebraucht werden, zwingen sich gleichsam zur äußersten Schnelligkeit oder Flüchtigkeit; doch mehrenteils auf eine fließende und keine ungestüme Art: etwa wie der glatt fortschiessende Strom-Pfeil eines Bachs.“

#### Hörbeispiele
Die folgenden beiden Stücke wurden komponiert von Johann Sebastian Bach beziehungsweise Georg Philipp Telemann.

## In der Suite
Die Gigue fand als letzter der vier Grundtänze Eingang in die barocke Suite, und ihre Position stand zunächst noch nicht fest. So gibt es z. B. zahlreiche Suiten von Froberger und Chambonnières, die nur aus Allemande – Courante – Sarabande bestehen, im Falle der Franzosen aber meistens mit drei oder zwei Couranten. Bei beiden Komponisten gibt es außerdem Beispiele, wo die Gigue an zweiter Stelle stand, zwischen Allemande und Courante. Zugleich gab es aber auch Suiten mit der Gigue an letzter Stelle nach der Sarabande – in ihrer heute noch durch die Suiten und Partiten Johann Sebastian Bachs bekannten Position am Ende. Von Froberger ist nur eine einzige Partita in dieser Ordnung im Autograph erhalten (im Libro Secondo, 1649), von Weckmann zwei (ca. 1660), und sie scheint sich erst gegen Ende des 17. Jahrhunderts, etwa ab 1675/80, in Deutschland als Norm der deutschen Claviersuite durchgesetzt zu haben. Ein erstes eindeutiges Beispiel für die Suiten-Ordnung mit einer Gigue am Ende als Norm sind die 12 Suiten von Benedikt Schultheiss (1679/1680), die ersten Claviersuiten überhaupt, die von einem deutschen Komponisten veröffentlicht wurden.
Es gab auch Suiten mit zwei Giguen, z. B. von Chambonnières (1670), oder E. Jacquet de la Guerre (1687, 1707), oder von Biber in Pars V in E seiner Mensa sonora (1680). In einem solchen Fall konnten die Giguen entweder direkt hintereinanderstehen (Chambonnières, Suite 3 in d/D, Livre I), oder durch einen anderen Tanz getrennt (Chambonnières, Suite 5 in g, Livre II; Biber, Pars V in E, Mensa sonora). Biber und Jacquet de la Guerre (1707) benutzten außerdem in diesen Fällen zwei verschiedene Giguentypen, z. B. französisch und italienisch.
Als vor allem in Frankreich immer mehr Tänze Eingang in die Suite fanden, wurden diese normalerweise nach der Gigue angehängt. Beispiele gibt es in den Pièces de clavecin von Lebègue (1677, 1687), Jacquet de la Guerre, d'Anglebert (1689), und bis hin zu François Couperin und Rameau. Die Reihenfolge war jedoch in Frankreich nie völlig starr festgelegt, und die Gigue konnte wie die Sarabande auch fehlen. In den Orchestersuiten, die man aus den Divertissements der Opern von Lully, Campra, Destouches, Rameau u. a. zusammenstellte, herrschte im Grunde völlige Freiheit: Wenn eine Gigue vorkam, konnte sie überall stehen, nur nicht an erster Stelle.
Diese Praxis hatte auch einen großen Einfluss auf die (Orchester-)Suiten der deutschen Lullisten bis hin zu Telemann und seinen Nachfolgern. So ist z. B. in Johann Caspar Ferdinand Fischers Suite Nr. 2 in a-moll seines Journal du Printemps (1695) die Gigue der dritte von fünf Sätzen; in Telemanns Ouverturensuite TWV 55 : D15 ist sie der dritte von acht Sätzen, aber es gibt auch Beispiele mit der Gigue an letzter oder vorletzter Stelle – und noch mehr Suiten ohne.
Die italienische Giga war ursprünglich eigentlich ein Satz der Sonata da camera, die wie die Suite ebenfalls aus einer Folge von Tänzen bestand. Sie war oft der Schlusssatz, konnte aber auch in anderer Position stehen, z. B. in Corellis Solosonate op. 5, Nr. 9 in A, mit der Abfolge: Preludio-Giga-Adagio-Tempo di Gavotta. Auch in Bonportis Invenzioni a Violino solo op. 10 (1712/13) sind die Nummern 1 und 5 Beispiele für eine Giga an dritter Stelle einer vier- oder fünfsätzigen Sonate.
Bei Händel und noch mehr bei Joh. Seb. Bach war die italienisch beeinflusste Gigue der krönende und oft rauschende, virtuose Abschluss ihrer Cembalo- und anderen Solo-Suiten im Sinne der deutschen Clavier-Tradition, und der moderneren italienischen Sonata da camera und des Concerto; kleinere galante Tänze wie Menuet, Gavotte u. a. wurden daher folgerichtig meistens zwischen Sarabande und Gigue eingereiht. Bach stellt selbst in seiner fünfsätzigen Orchestersuite Nr. 3 BWV 1068 die Gigue ans Ende.

## Choreographie
In der Notation von Pierre Beauchamp und Raoul-Auger Feuillet sind 14 französische Gigues überliefert. Sie stehen im 6/4- oder 6/8-Takt; 12 von ihnen haben den charakteristischen Auftakt. Die Choreographien haben überwiegend theatralischen Charakter. Sechs Solotänze werden alleine von Tänzerinnen ausgeführt. Vermutlich wurde dieser Tanztyp ähnlich wie die Chaconne für Damensolos bevorzugt.
Die Gigue verfügt über keine charakteristische Schrittkombination. Jede Choreographie ist auf ein spezielles Stück zugeschnitten und verwendet viele verschiedene Schritte. Generell werden bei der Gigue mehr Sprünge und Hüpfer ausgeführt als in anderen Barocktänzen. Die Schnelligkeit der Sprünge erfordert Wendigkeit und Geschicklichkeit. Durch das Gegeneinander von Dreierrhythmus und zusammengesetzten Schritteinheiten wie dem aus drei Elementen bestehenden Fleuret und dem aus vier Elementen bestehenden Contretemps entstehen Unregelmäßigkeiten, die zum leichtfüßigen Eindruck beitragen.

## Sonderformen

### Loure und Canarie
Johann Mattheson zählte neben der Gigue und der Giga auch die langsame, punktierte Loure und die Canarie zu den Varianten der Gigue. Der Loure schrieb er ein "stolzes, aufgeblasenes Wesen" zu, und er meinte "...die Canarischen müssen große Begierde und Hurtigkeit mit sich führen; aber dabey ein wenig einfältig klingen". Die Grenzen zwischen Gigue und Canarie sind in der musikalischen Realität fließend und verschwommen. Viele schnelle Giguen des französischen Typus mit durchlaufend punktiertem Rhythmus könnten auch als Canarie bezeichnet werden, oder sind eigentlich eine Canarie. Das gilt für das gesamte Repertoire für Stücke von Chambonnières bis zu Bach und Telemann.

### Die zweihebige Gigue
Gelegentlich wurden Gigues in einem zweihebigen Metrum geschrieben. Abgesehen von den oben erwähnten frühen Variationswerken von Giles und Richard Farnaby, handelt es sich dabei fast immer um kunstvolle kontrapunktische Kompositionen mit Fugenimitationen.
Beispiele dafür sind zahlreiche Giguen von Froberger, z. B. in seinem Libro Quarto von 1656 (siehe Bild). Froberger könnte diese Art der zweihebigen Gigue aus der französischen Lautenmusik übernommen haben, besonders von Ennemond Gaultier "Le Vieux", von dem einige solche Werke erhalten sind. Im Manuscrit Bauyn gibt es auch ein Stück von Ètienne Richard, und zwei Stücke von de la Barre bzw. von Joseph Chabanceau de la Barre, die einmal als Allemande eingetragen wurden, und ein anderes Mal als Gigue. Für dieses Phänomen wurde auch die Bezeichnung allemande en gigue oder allemande giguée geprägt (siehe oben). Man findet diesen Ausdruck auch in England für eine Jig-Almain von J. Moss in Lockes Sammlung Melothesia (1673), und bei ähnlichen Stücken von Albert Bryne (ca. 1621–1617).
Zweihebige fugierte Giguen waren auch nach Froberger vor allem in Deutschland bekannt, und es ist möglich, dass sie als 'deutsche Gigue' angesehen wurden, wofür ja auch der besagte Begriff "allemande giguée" (= "verjiggter Deutscher (Tanz)") sprechen würde. Im Falle von Froberger kommt hinzu, dass er direkt am Kaiserhof in Wien bzw. bei den Habsburgern angestellt war, die politische Gegenspieler und Feinde Frankreichs waren – dies könnte durchaus ein Grund sein, warum Froberger so ausgiebig einen eigenen deutschen Giguentypus pflegte. Spätere Beispiele lieferten z. B. Johann Krieger in Sechs musikalische Partien (Nürnberg 1697), Benedikt Schultheiss (1680), Johann Kuhnau (1689), Georg Böhm (Suiten in Es und in F), u. a. Ein Beispiel in der Streicher- bzw. Ensemblemusik ist Bibers Gigue. Presto der Partita IV in B in "Mensa sonora" (1680). Auch zwei berühmte Stücke von Johann Sebastian Bach stehen in einem zweihebigen Metrum, und zwar die Gigue der Französischen Suite Nr. 1 in d-moll BWV 812 und die Gigue der Partita Nr. 6 in e-moll BWV 830, letztere im ganz ungewöhnlichen Metrum von 4/2 oder 2/1.
Es gibt eine Theorie, die behauptet, dass die Komponisten trotz zweihebiger Notierung eine Umsetzung in triolische Figuren intendierten. Als Argument werden vor allem Kompositionen von Froberger ins Feld geführt, die in zwei verschiedenen Fassungen überliefert sind: Zweihebig von der Hand des Komponisten, und dreihebig in späteren, meist französischen Bearbeitungen (z. B. Gigue von FbWV 607 im C-Takt, als Dreier in 607a). Die Gegenthese besagt, dass der eckige, härtere, 'zackige' Ausdruck der punktierten Zweierfiguren beabsichtigt sei, und dass diese nicht in ein Dreiermetrum gezwängt werden sollen.
Gegen eine triolische Ausführung sprechen im Falle von Bachs Gigue der Partita Nr. 6 zahlreiche subtil rhythmisierte Achtel- und Sechzehntelnoten, und in Bachs Französischer Suite Nr. 1 einige Sechzehntelläufe am Ende der beiden Teile (T. 11 und T. 26–27), die sich nicht logisch in ein Dreiermetrum umformen lassen. Die oben erwähnten zweihebigen Giguen von Schultheiss und mindestens eine der beiden Giguen von Krieger (Partita II d-moll) lassen sich überhaupt nicht sinnvoll in ein Dreiermetrum übertragen.
Ähnliches gilt grundsätzlich auch für Froberger. Ein Sonderfall ist die Gigue seiner Suite in d-moll FbWV 613, die in einigen Quellen die Bezeichnung trägt: Gigue nomée la rusée Mazarinique (sic). Dieses Stück geht thematisch zurück auf eine zweihebige Gigue von Gaultier Le Vieux, und hat offenbar für einige Verwirrung gesorgt: Es ist sowohl in binärer Form überliefert (z. B. Manuscrit Bauyn, f. 48r), als auch ternär (u. a. in Grimm 1698/99); eine Quelle überliefert sogar beide Fassungen (Bulyowsky 1675), und es gibt auch Mischfassungen, die im C-Takt stehen, und manche Figuren als Triolen notieren. Gegen Ende dieses Stückes gibt es allerdings einen langen Sechzehntellauf, der nicht sinnvoll in Triolen übertragen werden kann, den man allerdings à discrétion auffassen kann und soll (d. h. frei im Takt). Zum Vergleich kann Frobergers Gigue der Partita in a FbWV 610 hinzugezogen werden, die er im Dreiermetrum notierte, aber am Ende in ein Zweiermetrum mit Sechzehntelläufen überführt.
Abgesehen von dem genannten Fall bei Froberger ist es im Großen und Ganzen wahrscheinlich, dass alle Stücke so gemeint sind, wie sie aufgeschrieben wurden, und dass die zweihebige fugierte Gigue ein eigener Typus war.

### Franko-Kanada
Im kanadischen Québec wird auch eine dem heutigen irischen Jig sehr ähnliche Tanzform als Gigue bezeichnet. Sie hat mit den anderen hier beschriebenen Formen praktisch nur den Namen gemein.

## Noten
- Jean-Henry d'Anglebert, Pièces de Clavecin – Édition de 1689, Facsimile, publ. sous la dir. de J. Saint-Arroman, Courlay: Édition J. M. Fuzeau, 1999.
- Manuscrit Rés. 89 ter, Pièces de Clavecin: D'Anglebert - Chambonnières - Louis Couperin - Transcriptions de pièces pour luth, Facsimile, publ. sous la dir. de J. Saint-Arroman, Courlay: Édition J. M. Fuzeau, 1999. (= Zweiter Band der D'Anglebert-Gesamtausgabe der Édition Fuseau).
- Manuscrit Bauyn, première partie: Pièces de Clavecin de Jacques Champion de Chambonnières, deuxième Partie: Pièces de Clavecin de Louis Couperin, troisième Partie: Pièces de Clavecin de divers auteurs, Facsimile, prés. par Bertrand Porot, Courlay: Édition J. M. Fuzeau, 2006.
- Heinrich Ignaz Franz Biber, Mensa sonora seu Musica instrumentalis. Salzburg 1680. In: Denkmäler der Tonkunst in Österreich, Bd. 96, Wien: Österreichischer Bundesverlag, 1960.
- Georg Böhm, Sämtliche Werke für Cembalo, hrsg. v. Kl. Beckmann, Wiesbaden, Breitkopf & Härtel, 1985.
- Jacques Champion de Chambonnières, Les Pièces de Clavessin, Vol. I & II, Facsimile of the 1670 Paris Edition, New York: Broude Brothers, 1967.
- Johann Caspar Ferdinand Fischer, Musikalischer Parnassus (1738?), in: Sämtliche Werke für Tasteninstrument, hrsg. v. Ernst von Werra, Wiesbaden: Breitkopf & Härtel, (urspr. 1901)
- The Fitzwilliam Virginal Book (revised Dover Edition), 2 Bde., hrsg. von J. A. Fuller Maitland u. W. Barclay Squire, korrigiert u. hrsg. von Blanche Winogron, New York: Dover Publications, 1979/1980.
- Johann Jacob Froberger, Neue Ausgabe sämtlicher Clavier- und Orgelwerke I (Libro Secondo (1649)), hrsg. v. Siegbert Rampe, Kassel et al.: Bärenreiter, 1993/2002.
- Johann Jacob Froberger, Neue Ausgabe sämtlicher Clavier- und Orgelwerke II (Libro Quarto (1656) und Libro di Capricci e Ricercate (ca. 1658)), hrsg. v. Siegbert Rampe, Kassel et al.: Bärenreiter, 1995.
- Johann Jacob Froberger, Neue Ausgabe sämtlicher Clavier- und Orgelwerke III (Clavier- und Orgelwerke abschriftlicher Überlieferung: Partiten und Partitensätze Teil 1), hrsg. v. Siegbert Rampe, Kassel et al.: Bärenreiter, 2002.
- Élisabeth Jacquet de la Guerre, Pièces de Clavecin, 1687, Facsimile, publ. sous la dir. de J. Saint-Arroman, Courlay: Édition J. M. Fuzeau, 1997.
- Élisabeth Jacquet de la Guerre, Pièces de Clavecin qui peuvent se jouer sur le violon, 1707, Facsimile, prés. par Catherine Cessac et J. Saint-Arroman, publ. sous la dir. de J. Saint-Arroman, Courlay: Édition J. M. Fuzeau, 2000.
- Johann Krieger, Sechs musikalische Partien (Nürnberg 1697), in: Johann & Johann Philipp Krieger, Sämtliche Orgel- und Clavierwerke I, hrsg. v. Siegbert Rampe und Helene Lerch, Kassel et al.: Bärenreiter, 1995.
- Johann Kuhnau, Neue Clavier-Übung, Partie I, Leipzig 1689, (Facsimile) présenté par Philippe Lescat, publ. sous la dir. de J. Saint-Arroman, Courlay: Édition J. M. Fuzeau, 2001.
- MELOTHESIA or, Certain Rules for Playing upon a Continued – Bass. With A choice Collection of Lessons for the Harpsichord and Organ of all Sorts. The First Part. (1673) (Cembalosuiten und Einzelstücke von Matthew Locke, Christopher Preston, John Roberts, William Gregorie, William Hall, Robert Smith, John Banister, J. Moss, G. Diesner, William Thatcher), New York: Performer’s Facsimiles (01234), o. J.
- Henry Purcell, Piano Solo Complete Edition (Urtext), ed. by István Máriássy, Budapest: Könemann (o. J.).
- Benedikt Schultheiss, Muth- und Geist-ermuntrender Clavier-Lust, Erster und Zweiter Theil 1679/1680, ed. by R. Hudson, American Institute of Musicology / Hänssler (Neuhausen/Stuttgart), 1993.
- Matthias Weckmann, Sämtliche freie Orgel- und Clavierwerke, hrsg. v. Siegbert Rampe, 5. Auflage, Kassel: Bärenreiter, 1999.

## Einspielungen
- Heinrich Ignaz Franz Biber, Mensa sonora (Salzburg 1680), Musica Antiqua Köln, R. Goebel, erschienen bei: Archiv Produktion, 1988 (CD).
- Philipp Heinrich Erlebach - "VI Sonate à Violino & Viola da gamba col suo Basso continuo", (1694), Rodolfo Richter (Violine) et al., erschienen bei: Linn Records, CKD 270 (rec. 2001) (CD).
- Johann Caspar Ferdinand Fischer, Le Journal du Printemps, L'Orfeo Barockorchester, Michi Gaigg, ersch. bei: cpo, 2005 (CD).
- Johann Joseph Fux - La Grandezza della Musica Imperiale, Freiburger Barockorchester, Gottfried v. d. Goltz, ersch. bei: Arcana A 58, 2006 (CD).
- Henry Purcell, Musik für das Theater (Musik aus Abdelazer, Distressed Innocence, The Married Beau, The Gordian Knot Untied), Academy of Ancient Music, dir. by Christopher Hogwood, erschienen bei: Decca-Telefunken, 1976 (LP).
- Handel, Telemann - Watermusic, The King's Consort, Robert King, ersch. bei: Hyperion, CDA66967 (rec. 1997) (CD).